# Konchotun
El Konchotun es una actividad social mapuche que consistía en visitar a una persona, llevando de todo para compartir, con el objeto adquirir un mayor grado de amistad.

## Descripción
Konchotun es un verbo que en mapudungún significa "hacerse koncho"., el grado de afinidad que se alcanza mediante esta actividad.
Esta actividad se desarrolla para aumentar el nivel de amistad entre los Konchos. Se lleva toda clase de regalos incluidos Ketru metawe específicos para la ocasión. El sentido está en creas una amistad verdadera, (Chiwulltun, del Mapudungun Ser claros o manifiestos) en la que los lazos de amistad y que además se cubran de simbología.Cuando la visita (Konchotun) es en relación con celebrar un recién nacido toma el sentido de compadrazgo.